# سو وي (كرة سلة)
سو وي (بالصينية: 苏伟) مواليد 28 يوليو 1989 في شاندونغ، الصين، هو لاعب كرة سلة صيني. بدأ مسيرته الاحترافية في سنة 2006. يلعب مع سنجان فلاينج تايجرز في الرابطة الصينية لكرة السلة كلاعب وسط. يحمل الرقم 10. يبلغ طوله 6 قدم 11 1⁄2 بوصة (2.1 م). حقق المركز الأول في بطولة أمم آسيا لكرة السلة 2011. لعب مع غوانغدونغ ساوثرن تايغرز وسنجان فلاينج تايجرز.

## الميداليات
| الميدالية | المسابقة                       |
| --------- | ------------------------------ |
| فضية      | بطولة أمم آسيا لكرة السلة 2009 |
| ذهبية     | بطولة أمم آسيا لكرة السلة 2011 |

## روابط خارجية
- سو وي على موقع الاتحاد الدولي لكرة السلة (الإنجليزية)
- سو وي على موقع كرة السلة الأوروبية.كوم (الإنجليزية)
- سو وي على موقع ريلجم (الإنجليزية)
- سو وي على موقع بروبوليرز (الإنجليزية)
- سو وي على موقع سبورتس رفرنس (الإنجليزية)
- سو وي على موقع اللجنة الأولمبية الصينية (الإنجليزية)